# Ioannes Proteuon
Ioannes Proteuon (řecky Ἰωάννης Πρωτεύων) byl v letech 921/2 byzantským vojenským guvernérem (stratégem) thematu Peloponnésos.
Protospatharios Ioannes Proteuon byl stratégem na Peloponésu až do jara 921 nebo 922, kdy byl nahrazen Krenitem Arotratem. Pravděpodobně v roce 920 dostal za úkol shromáždit vojsko na kampaň proti Langobardům v jižní Itálii, ale místní obyvatelé se jeho odvodům bránili; jako náhradu tedy navrhl, aby místo toho poskytli tisíc koní i s jejich vybavením a také 100 liber zlata. Slovanské kmeny Melingů a Jezerců však odmítly vyhovět a počátkem roku 921 se vzbouřily. Jejich povstání potlačil Proteuonův nástupce Arotras.